# Zwarte ooievaar
De zwarte ooievaar (Ciconia nigra) is een vogel uit de familie van de ooievaars. Hij lijkt op de ooievaar, maar is bijna geheel zwart en houdt er een veel meer verborgen leefwijze op na. De wetenschappelijke naam van de soort werd in 1758 als Ardea nigra gepubliceerd door Carl Linnaeus in de tiende editie van Systema naturae.

## Kenmerken
De zwarte ooievaar is een grote vogel (90 tot 105 cm lang) met rode poten en snavel. Hij verschilt van de gewone ooievaar doordat hij een geheel zwarte kop en vrijwel geheel donkere vleugels heeft. De spanwijdte is 173 tot 205 cm. Hij is gemiddeld iets kleiner dan de ooievaar.

## Voorkomen en leefgebied
Het broedgebied strekt zich uit van Denemarken dwars door Europa en Midden-Azië tot aan de Grote Oceaan tussen de breedtegraad van 60° en het steppegebied. De vogel is in deze zone echter een schaars voorkomende broedvogel. Daarnaast zijn er geïsoleerd voorkomende populaties in Turkije, de Kaukasus, Afghanistan en Korea en verder in zuidelijk Afrika.
Het leefgebied van de zwarte ooievaar bestaat uit bos met open plekken. De zwarte ooievaar leeft onopvallend in dicht, gemengd bos langs stromend water of in de buurt van poelen en plassen met dichte begroeiing, vaak in heuvelachtig gebied.
Zwarte ooievaars zijn trekvogels die grote afstanden kunnen afleggen. In Zuid-Afrika worden zij vaak tezamen met de wat kleinere, ook grotendeels zwarte Abdims ooievaar aangetroffen.

### Voorkomen in Europa
In Noord- en Midden-Europa is het een regelmatig voorkomende broedvogel, vooral oostelijk van de lengtegraad van 11 tot 13°. Westelijk daarvan is de vogel veel schaarser, behalve de populatie op het Iberisch Schiereiland (die uit standvogels bestaat) en op sommige plaatsen in de Belgische Ardennen en in Frankrijk.

### Voorkomen in Nederland
Nederland ligt aan de noordwestelijke rand van het verspreidingsgebied en daar broedden in het verleden (vóór de 19de eeuw) zwarte ooievaars. Door het verlies van ooibossen langs de rivieren is daar een eind aan gekomen. In de 20ste eeuw was de vogel een schaarse, maar regelmatige gast. Sinds de eeuwwisseling is het een doortrekker die steeds vaker wordt aangetroffen. Het gaat dan om tientallen, tot honderden waarnemingen per jaar.
Men hoopt dat door natuurontwikkeling in projecten als de Gelderse Poort een geschikte biotoop ontstaat. Omdat de zwarte ooievaar met name in Polen, bijvoorbeeld in de nationale parken van de Biebrza en Bialowieza, in aantal toeneemt, is er een kans dat deze soort in Nederland als broedvogel zal terugkeren.

## Status
De zwarte ooievaar heeft een groot verspreidingsgebied en daardoor is de kans op de status kwetsbaar (voor uitsterven) uiterst gering. De grootte van de populatie werd in 2006 geschat op 24.000 tot 44.000 individuen. Er is geen aanleiding te veronderstellen dat de soort in aantal achteruit gaat. Om deze redenen staat deze soort ooievaar als niet bedreigd op de Rode Lijst van de IUCN.

## Afbeeldingen

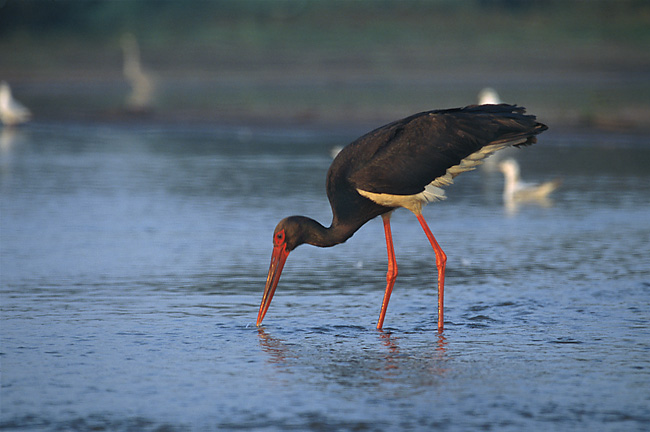
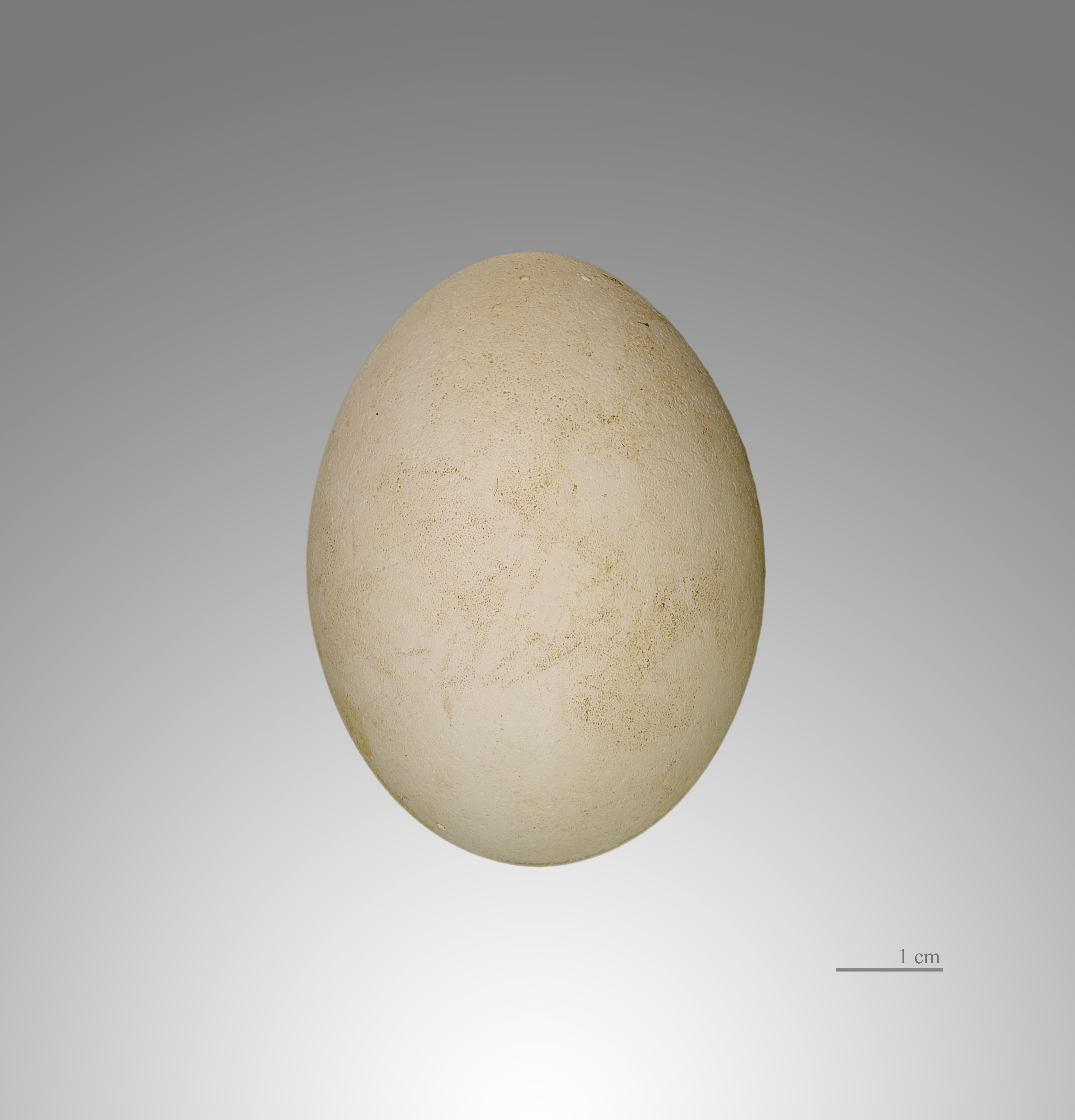
ei van de zwarte ooievaar

## Video
- Zwarte ooievaar op Texel